# بابا أمين (فلم)
بابا أمين هو فيلم مصري عرض عام 1950، وتم تصويره بالأبيض والأسود. وهو أول أفلام يوسف شاهين (أخرجه ولم يكن عمره يتجاوز الـ24 عامًا). الفيلم بطولة حسين رياض وفاتن حمامة وكمال الشناوي وماري منيب وفريد شوقي وهند رستم.
وقد اعتمد الفيلم على الفانتازيا التي كانت غريبة على السينما المصرية، حيث يصور الفيلم حياة شخص بعد الموت.

## قصة الفيلم
تدور أحداث الفيلم حول (أمين زهدي) رب أسرة له ابن صغير وابنة تحب جارهم الخجول. يرغب (أمين) في الثراء السريع ويعطى لصديقه كل ما يملك من مدخرات ليدخلا مشروعًا تجاريًا، وفي إطار فانتازي (غرائبي) يشعر الأب كأنه قد مات ويرى أحوال أسرته ومشاكلها من بعده فيرى صديقه وقد رفض رد الأموال لأسرته ويرى أسرته وهي تبدأ في الانهيار، وتتوالى الأحداث.

## طاقم التمثيل
- حسين رياض: (أمين)
- فاتن حمامة: (هدى)
- كمال الشناوي: (علي)
- ماري منيب: (زهيرة)
- فريد شوقي: (رشدي)
- حسن كامل: (مبروك)
- محمد توفيق: (براوة)
- هند رستم: (سونيا)
- عصام عبده: (نبيل - طفل)
- طوسون معتمد: (مشارك في استعراض الغوازي)
- نبوية مصطفى: (راقصة)
- محمود رضا: (راقص في الكباريه)
- جمالات زايد: (الزبونة)
- محمود لطفي: (تاجر الأثاث)
- محسن حسنين: (تاجر الأثاث)
- عبد المنعم إسماعيل: (حامد الحانوتي)
- عمران بحر

## فريق العمل
- إخراج: يوسف شاهين
- قصة: يوسف شاهين
- سيناريو: حسين حلمي المهندس
- حوار: علي الزرقاني
- مدير التصوير: م. دللا مانو
- مونتاج: كمال أبو العلا
- إنتاج: أفلام زايد، أفلام مبازيم
- مدير الإنتاج: حسين حلمي المهندس
- توزيع: مكتب القاهرة للإعلام

## أغاني الفيلم
- أشكي لمين: تأليف: محمود السيد شعبان، تلحين: محمود الشريف
- الربيع: تأليف: محمود السيد شعبان، تلحين: محمود الشريف
- الغوازي: تأليف: فتحي قورة، تلحين: أحمد صبرة

## روابط خارجية
- مقالات تستعمل روابط فنية بلا صلة مع ويكي بيانات